# Sainte-Croix-aux-Mines
Sainte-Croix-aux-Mines é uma comuna francesa na região administrativa de Grande Leste, no departamento Alto Reno. Estende-se por uma área de 28 km². Em 2010 a comuna tinha 1 940 habitantes (densidade: 69,3 hab./km²).